# 滋賀第一交通
滋賀第一交通株式会社（しがだいいちこうつう）は、第一交通産業傘下で京都第一交通グループの滋賀県湖東地区「近江八幡市、東近江市、蒲生郡、神崎郡、愛知郡」・湖南地区「草津市、栗東市」を営業エリアとするタクシー会社（大津市や湖西側は大津第一交通の営業エリア）、2010年時点の所有タクシー車両数58両。かつては京阪グループに属しており、旧社名は滋賀京阪タクシー。

## 沿革
- 1954年11月18日 - 「淡海タクシー（株）」として設立。
- 1969年1月31日 - 琵琶湖汽船自動車（現、琵琶湖汽船）から京阪タクシーに全株式が譲渡される。同年8月20日「滋賀京阪タクシー株式会社」に社名変更。
- 2010年10月1日 - 親会社である京阪タクシー（現、京都第一交通）の全株式が京阪電気鉄道から第一交通産業へ譲渡され、京阪グループを離脱。「滋賀第一交通株式会社」へ社名変更[1]。

## 本社・営業所
| 事業所                       | 所在地                              |
| ---------------------------- | ----------------------------------- |
| 本社 栗東営業所 無線センター | 〒520-3046 滋賀県栗東市大橋7丁目7-8 |
| 近江八幡営業所               | 〒523-0004 近江八幡市西生来町1558   |